# Troglohyphantes gracilis
Espèce
Statut de conservation UICN

 VU D2 : Vulnérable
Troglohyphantes gracilis est une espèce d'araignées aranéomorphes de la famille des Linyphiidae.

## Distribution
Cette espèce est endémique de Slovénie. Elle se rencontre dans des grottes.

## Description
Le mâle décrit par Deeleman-Reinhold en 1978 mesure 3,12 mm et les femelles de 2,98 à 3,82 mm.

## Publication originale
- Fage, 1919 : Études sur les araignées cavernicoles. III. Sur le genre Troglohyphantes. Biospelogica XL. Archives de zoologie expérimentale et générale, vol. 58, p. 55-148 (texte intégral).